# Загнітків
Загні́тків — село Кодимської міської громади у Подільському районі Одеської області, Україна. Розташоване в крайній північно-західній частині області на межі з Тульчинським районом Вінницької області та на кордоні з Молдовою.
Поблизу села розташована Печера Кармалюка — штучна печера, що пов'язується з Устимом Кармалюком.

## Історія
7 (20) листопада 1917 року, відповідно до Третього Універсалу Української Центральної Ради, увійшло до складу Української Народної Республіки.
Під час організованого радянською владою Голодомору 1932—1933 років померло щонайменше 4 жителі села.
До 2020 року орган місцевого самоврядування — Загнітківська сільська рада.
12 червня 2020 року, відповідно до Розпорядження Кабінету Міністрів України від № 724-р «Про визначення адміністративних центрів та затвердження територій територіальних громад Одеської області», увійшло до складу Кодимської міської територіальної громади.
19 липня 2020 року, в результаті адміністративно-територіальної реформи і ліквідації Кодимського району, село увійшло до складу новоутвореного Подільського району.

## Населення
Згідно з переписом УРСР 1989 року чисельність наявного населення села становила 3558 осіб, з яких 1466 чоловіків та 2092 жінки.
За переписом населення України 2001 року в селі мешкало 3005 осіб.

### Мова
Розподіл населення за рідною мовою за даними перепису 2001 року:
| Мова            | Кількість | Відсоток |
| --------------- | --------- | -------- |
| українська      | 2977      | 98.45%   |
| російська       | 28        | 0.92%    |
| румунська       | 16        | 0.53%    |
| болгарська      | 1         | 0.03%    |
| інші/не вказали | 2         | 0.07%    |
| Усього          | 3024      | 100%     |

## Галерея

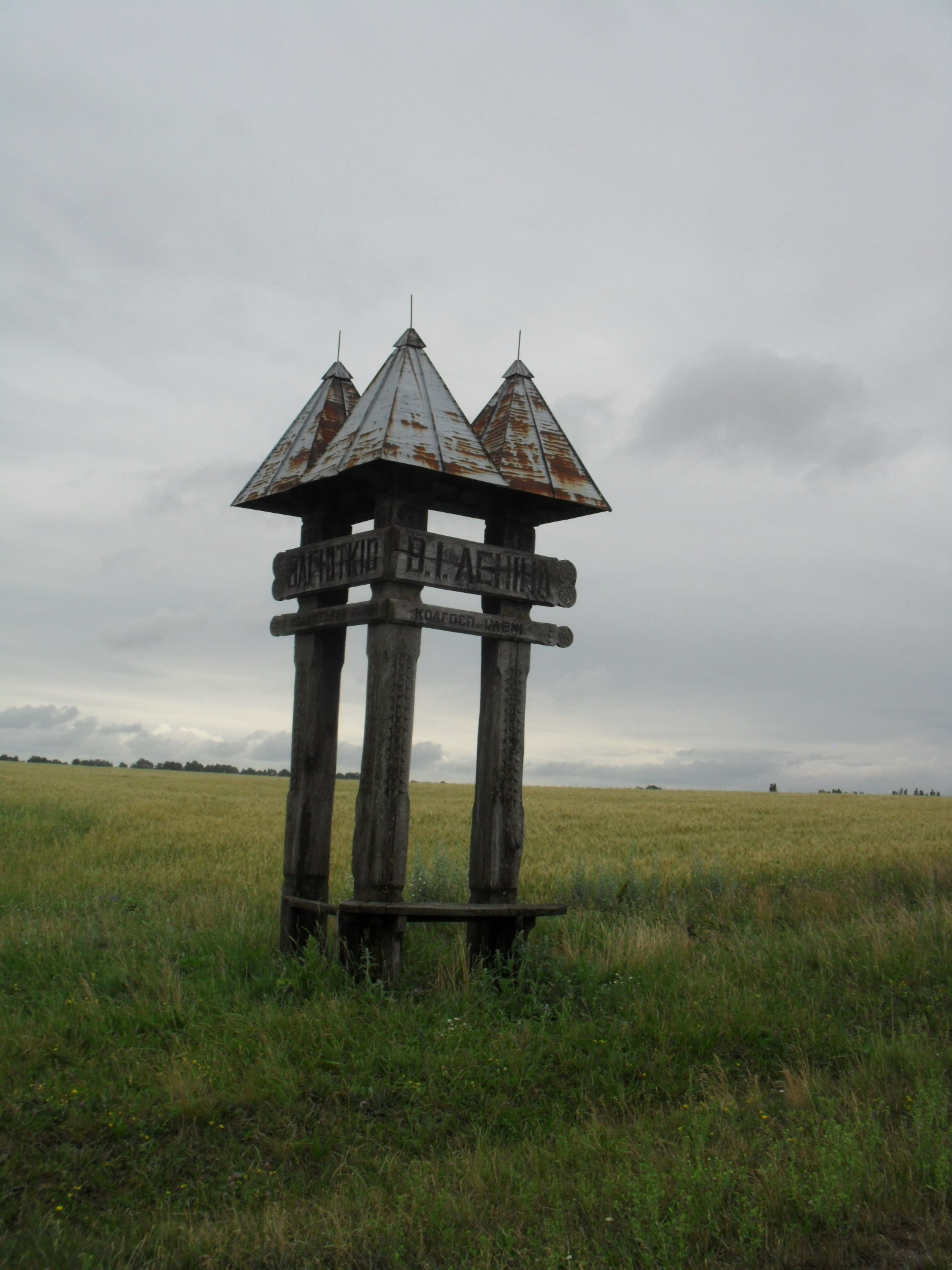
Знак при в'їзді на територію сільської ради
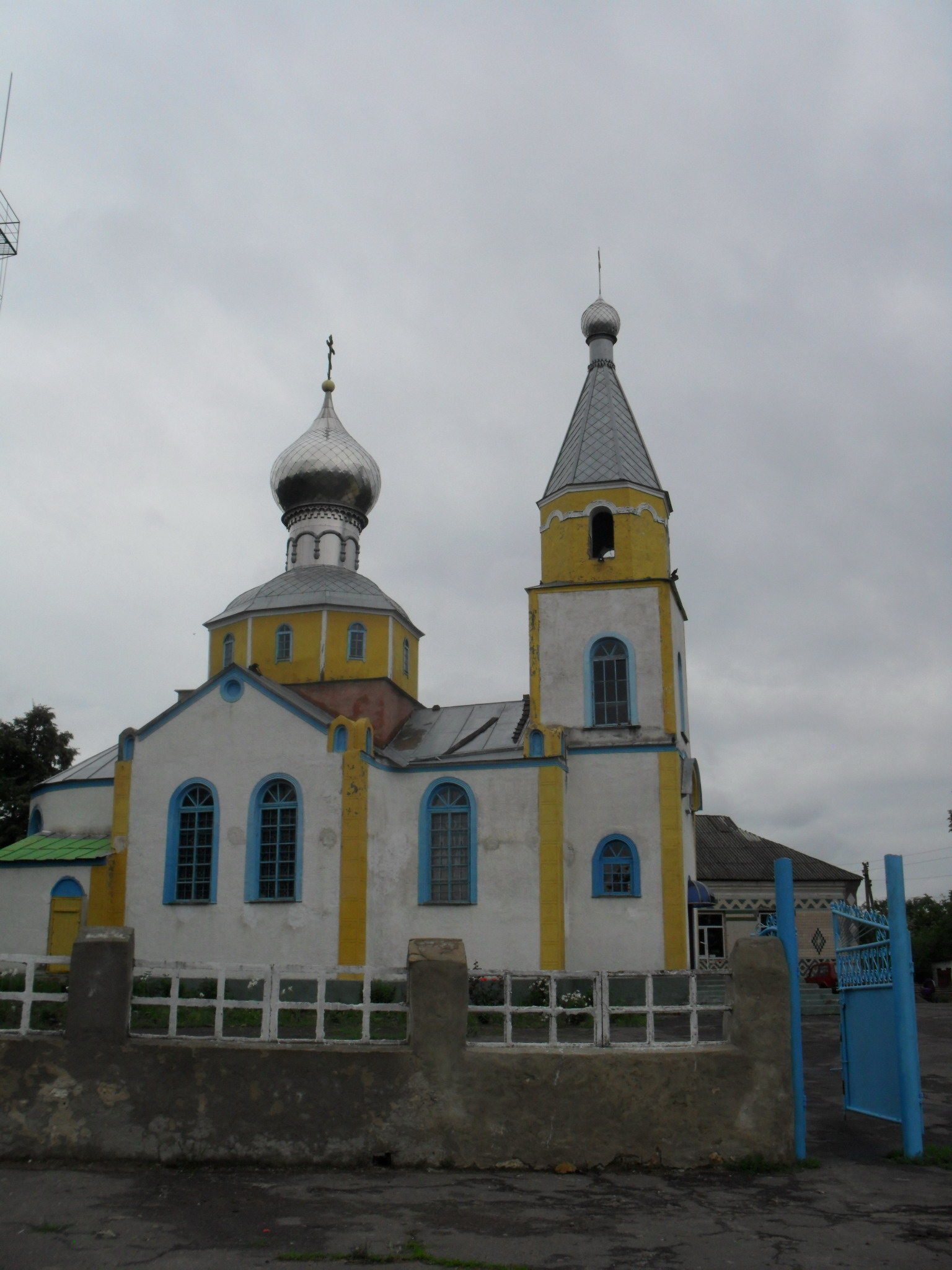
Церква
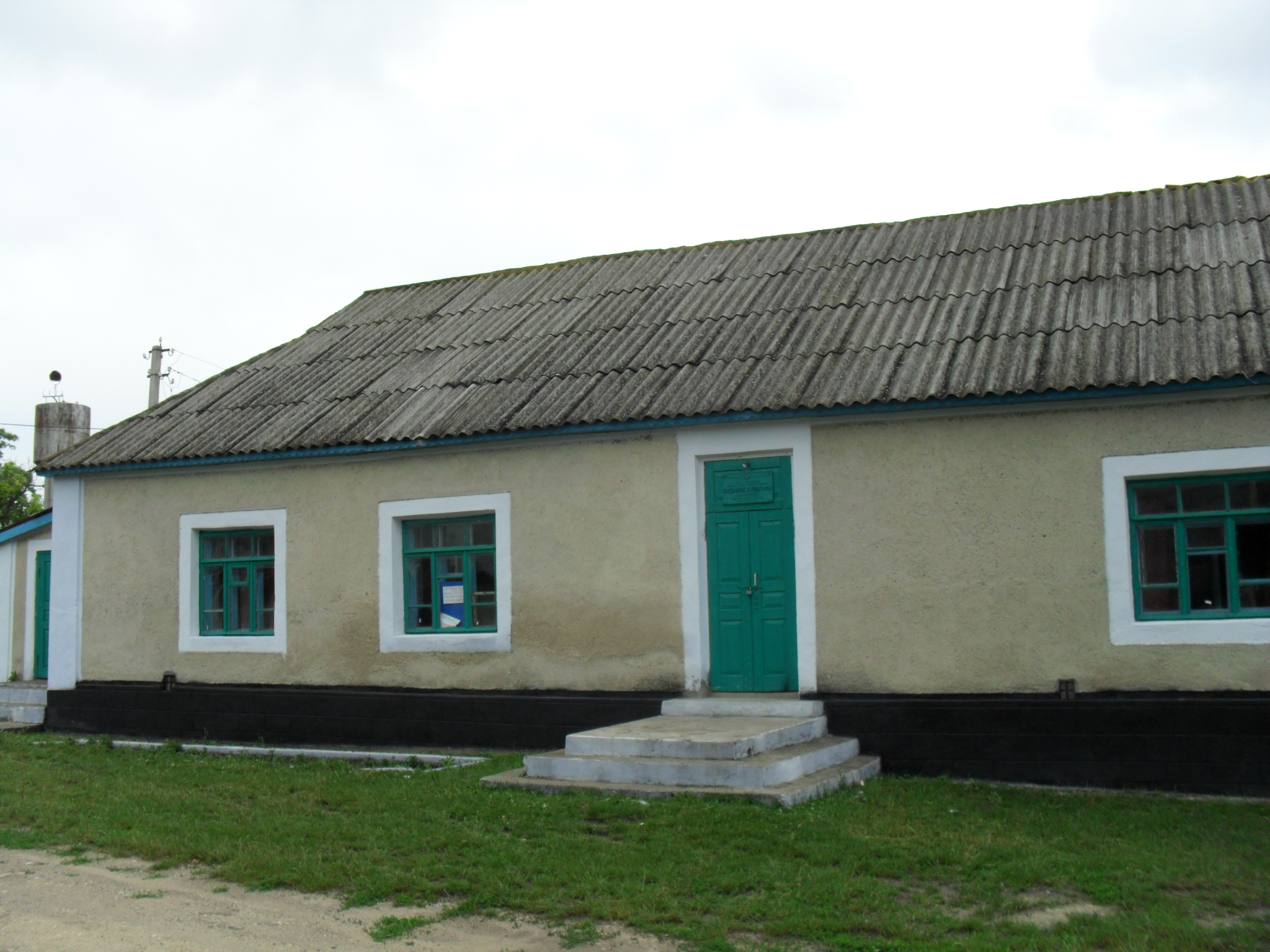
Будинок культури
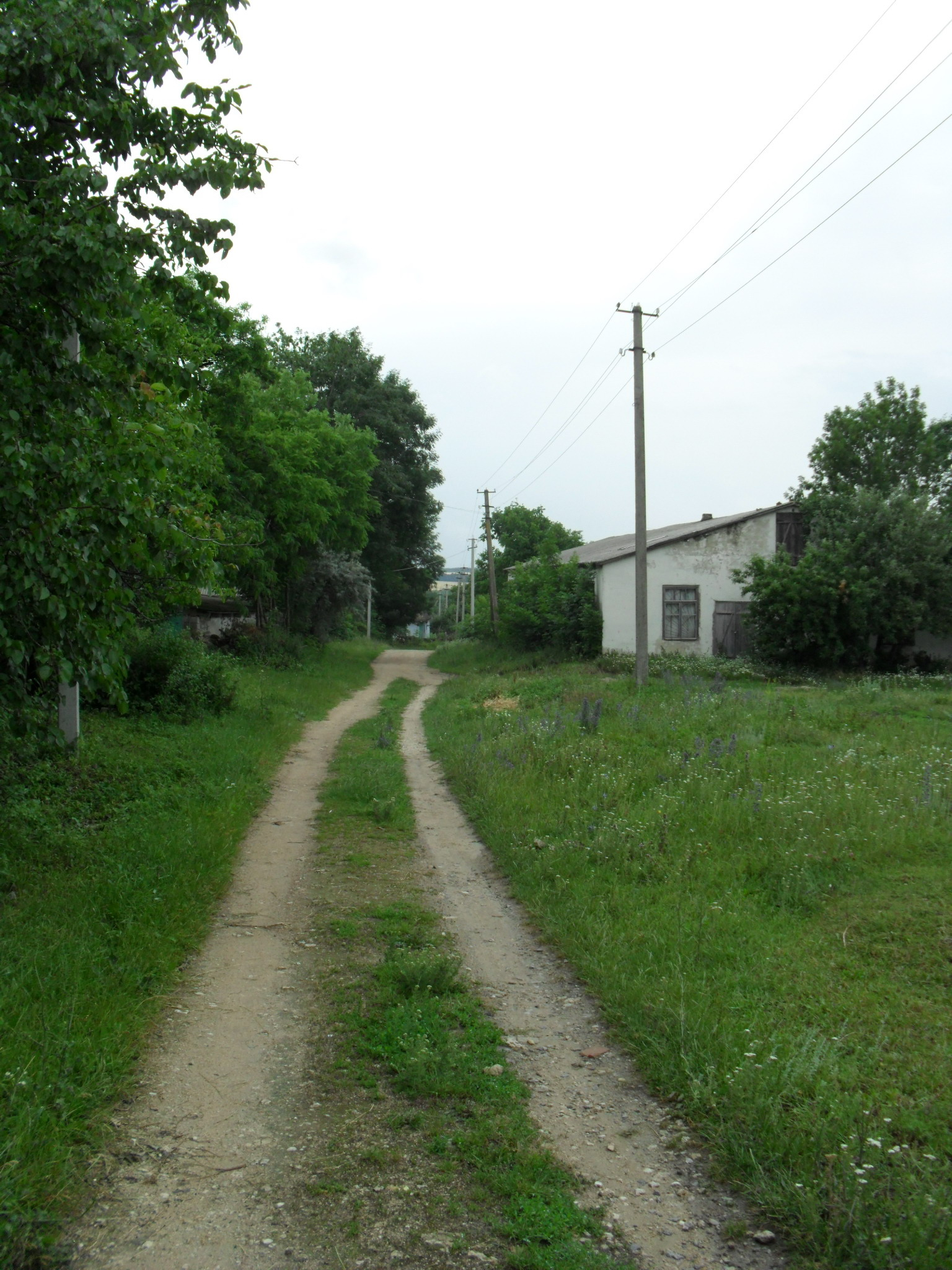
Одна з вулиць у центральній частині села
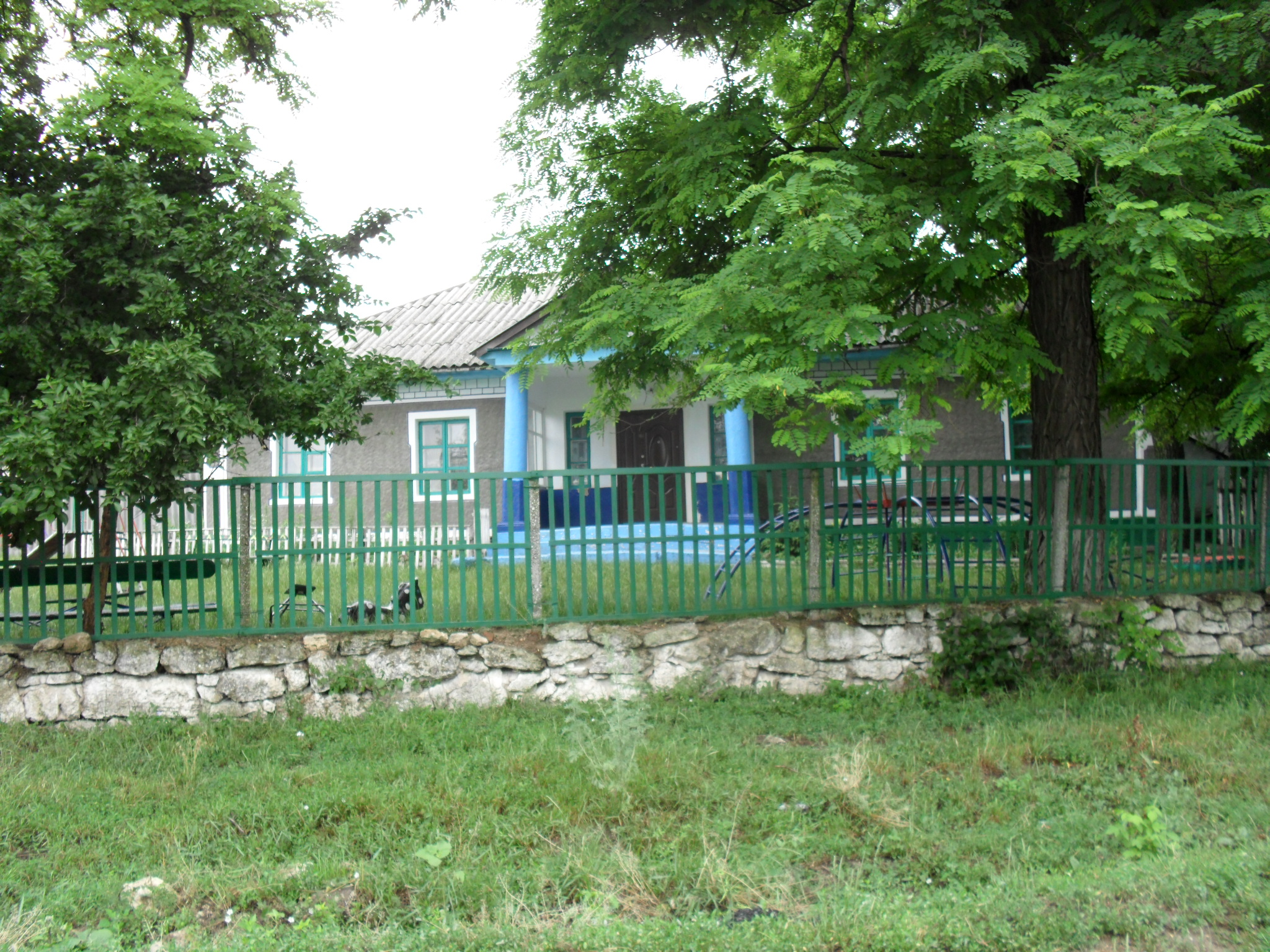
Дитячий садок